# Resurgimiento Atotonilco
Resurgimiento Atotonilco är en ort i Mexiko.   Den ligger i kommunen Puebla och delstaten Puebla, i den sydöstra delen av landet, 110 km sydost om huvudstaden Mexico City. Resurgimiento Atotonilco ligger 2 073 meter över havet och antalet invånare är 769.
Terrängen runt Resurgimiento Atotonilco är platt norrut, men söderut är den kuperad. Runt Resurgimiento Atotonilco är det mycket tätbefolkat, med 2 614 invånare per kvadratkilometer. Närmaste större samhälle är Puebla de Zaragoza, 9,6 km norr om Resurgimiento Atotonilco. Trakten runt Resurgimiento Atotonilco består till största delen av jordbruksmark.